# 克拉季
51°1′24″N 24°14′44″E / 51.02333°N 24.24556°E
克拉季（烏克蘭語：Крать），是烏克蘭的村落，位於該國西部沃倫州，由科韋利區負責管轄，始建於1545年，面積1.75平方公里，海拔高度191米，2001年人口247，人口密度每平方公里141.39人。